# Czynniki redukcyjne
Czynniki redukcyjne - wszelkie czynniki powodujące zmniejszenie zagęszczenia populacji np. niska temperatura, brak pokarmu, epizoocja, czynniki ograniczające potencjał przeżycia oraz takie, które przekraczają granice tolerancji gatunków.